# 左摄提三
左摄提三（牧夫座ζ，ζ Boo）是一個位于牧夫座的亮雙星系統。其依照佛氏命名法也稱爲牧夫座30（30 Boötis）。牧夫座ζ大約距離地球181光年，其組成的兩顆星結合的視星等為+3.78。牧夫座ζ被認爲屬於大熊座移動星群。
目前，牧夫座ζ的兩顆星之間的角度距離為0.8"（此數字在兩顆恆星互相公轉時會有所變動），因此牧夫座ζ常被用作測試新的高精度拍攝技術。其組成的兩顆恆星都是白色的A型巨星，視星等分別為+4.43和+4.83。

## 成员星

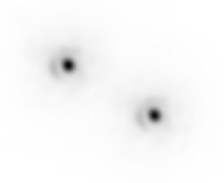
北欧光学望远镜在2000年5月13日使用幸运成像法拍摄的牧夫座ζ。
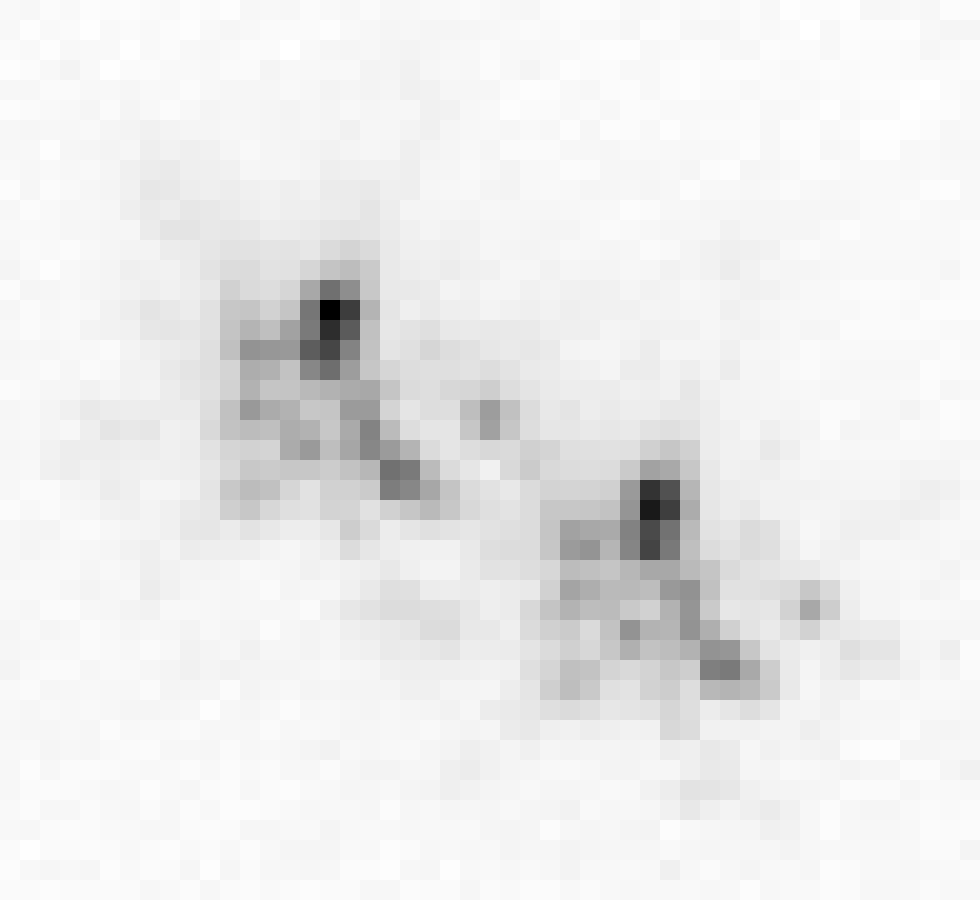
通过地球大气看到的典型短曝光的双星图像，使用斑点成像法拍摄。

## 外部連結
- Zeta Boötis's record on Simbad
- HR 5477 （页面存档备份，存于）